# Occitanomys
Il genere Occitanomys comprende alcune specie di muridi vissute in Europa meridionale a partire dal Turoliano circa 9 milioni di anni fa e che si estinsero completamente alla fine del Rusciniano circa 3,5 milioni di annifa. I resti fossili si possono rinvenire infatti, nei depositi tardo miocenici dalla Spagna alla Turchia passando dalla Francia e dall'Italia centro-settentrionale. Tra la fine del Messiniano e l'inizio del Pliocene si assiste ad una radiazione adattativa abbastanza forte che porta alla fioritura di numerose forme le cui relazioni filogenetiche sono di difficile interpretazione.

## Caratteristiche generali e storia evolutiva
Lo studio paleontologico dei micromammiferi si basa essenzialmente sulle caratteristiche dell'apparato dentario, in quanto è molto difficile e raro rinvenire resti completi di tali organismi. 
I muridi presentano un apparato masticatorio molto derivato in cui esistono solamente gli incisivi, superiori e inferiori e i 3 molari. Premolari e canini sono del tutto assenti. Dalla grandezza e dalla forma dei denti si possono però ipotizzare la taglia e in qualche caso lo stile di vita.
Le specie che appartenevano a questo genere andavano da una taglia piccola, minore rispetto a quella del topo selvatico o del topo domestico, fino a quelle di un ratto. Le specie più piccole, come O. sondaari si rinvengono già nel Tortoniano e presentano forme primitive molto simili a quelle dei muridi più antichi come ad esempio Progonomys. Tra la fine della Crisi di salinità del Messiniano e l'inizio del Pliocene ne compaiono di nuove come O. alcalai nella penisola iberica e O. debruijni nell'area balcanica tra l'attuale Grecia e la Turchia. Le forme più grandi invece come O. montheleni e soprattutto O. ellenbergeri compaiono solo durante il Pliocene. 
Per quanto riguarda l'ecologia e lo stile di vita si può ipotizzare che le specie più antiche avessero una dieta onnivora mentre quelle più recenti una leggermente più erbivora. Infatti i molari di questi ultimi possedevano un pattern dentario detto stefanodonte che grazie a creste longitudinali più sviluppate avrebbe consentito uno sfruttamento migliore di alimenti più abrasivi tra i quali appunto molti vegetali.